# Mikhaïl Andreïevitch Dostoïevski
Pour l’article homonyme, voir Dostoïevski (homonymie).
Mikhaïl Andreïevitch Dostoïevski (en russe : Михаил Андреевич Достоевский), né en 1787 et mort en 1839, à 52 ans, est le père de l'écrivain russe Fiodor Dostoïevski. Il étudie à l'Académie impériale militaire de médecine et de chirurgie à Moscou, puis il entre dans l'Armée impériale russe, comme médecin au 68e régiment d'infanterie de Borodine.
Il sera également interne à l'hôpital de guerre de Moscou et à l'hôpital Marinskaïa, médecin de l'hôpital Bojedom pour les indigents à Moscou.

## Généalogie

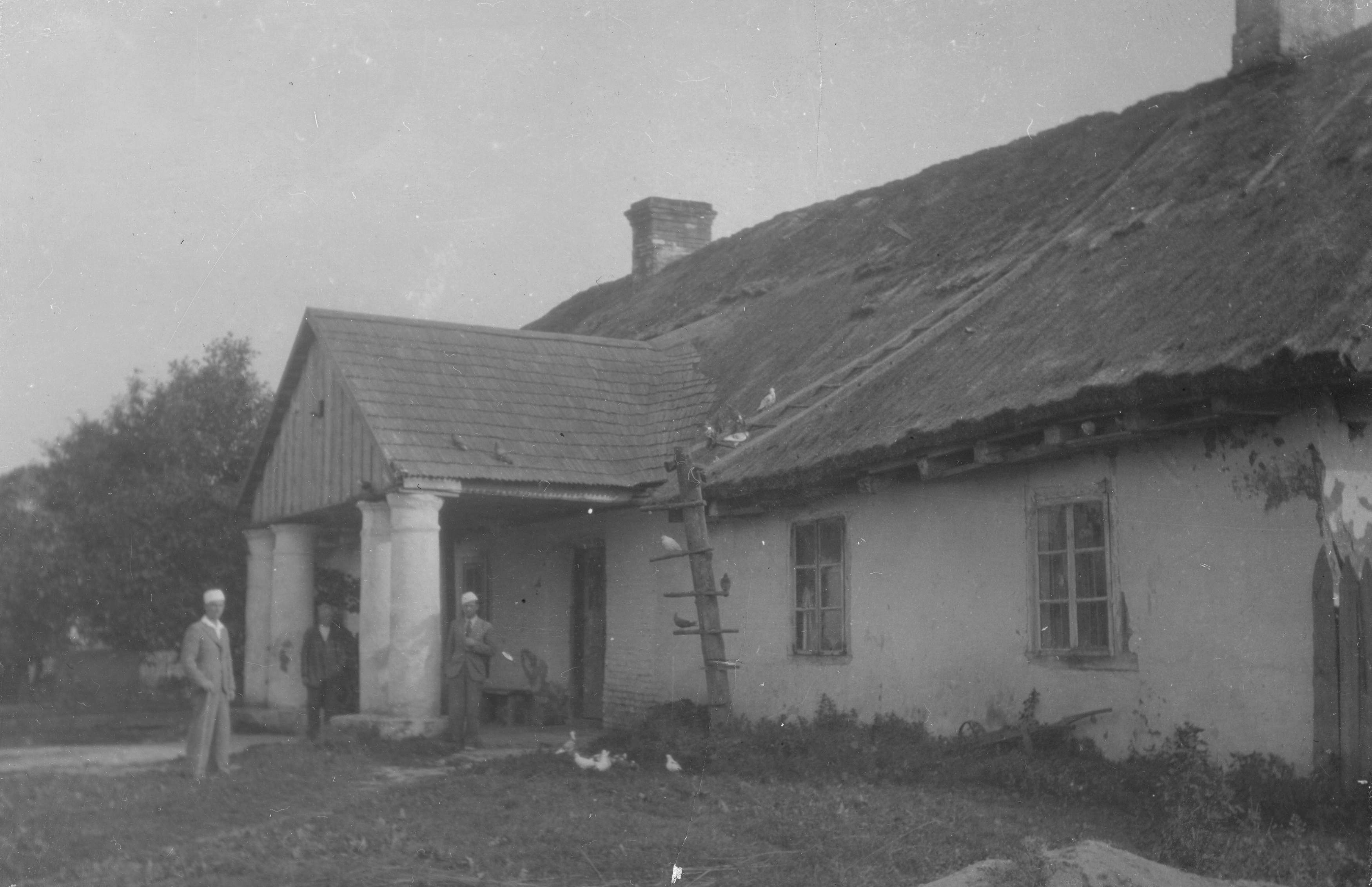
Manoir à Dostoïevo près de Ivanova aujourd'hui en Biélorussie, avant dans l'Empire russe

En ligne paternelle, Mikhaïl Andreïevitch Dostoïevski est issu d'une famille de la noblesse polonaise de la région de Pinsk aux armoiries de Radvan du nom de Irtych, qui a hérité de la propriété de Dostoïevo au XVIe siècle - XVIIe siècle, en Polésie, (actuellement raïon d'Ivanava, voblast de Brest en Biélorussie). 
Ce domaine avait été reçu en propriété le 6 octobre 1506 pour services rendus au prince Fiodor Ivanovitch Iaroslavitch par Danila Ivanovitch Irtych lequel descend d'un Tatare, Aslan Tchereby-Mours, « demeuré en Moscovie après l'éviction de la Horde d'Or. » Depuis cette époque les Irtych (parfois repris sous le nom Rtichtchev) et les successeurs se sont appelés Dostoïevski sur base de la racine du nom du village Dostoïevo. La biographe de l'écrivain, Lioudmila Saraskina, fait remarquer que Dostoïevski ne connaissait pas sa généalogie. C'est sa veuve, Anna Dostoïevskaïa, qui commença à en rassembler les données après la mort de l'écrivain. Le grand-père de l'écrivain Andreï Grigorievitch Dostoïevski (1756 — vers 1819) a été clerc de l'église uniate puis prêtre de l'église orthodoxe dans le village ukrainien de Viïtivtsi (Raïon de Lypovets) près de Nemyriv, puis archiprêtre de la ville de Bratslav (Gouvernement de Podolie) dans l'Empire russe.

## Enfance de l'écrivain Fiodor Dostoïevski
La mère de l'écrivain, et l'épouse de Mikhaïl Andreïevitch Dostoïevski, est Maria Fiodorovna Netchaïeva (1800—1837). Fiodor Dostoïevski a rappelé dans ses écrits, que son père et sa mère n'étaient pas des gens riches et qu'ils étaient avant tout des travailleurs qui ont eu une famille de huit enfants à charge. Mais il a peu écrit sur ses parents. Les avis des auteurs sont partagés pour expliquer l'origine de sa névrose et de ses crises d'épilepsie attribuées souvent à la sévérité de son père.
Sigmund Freud, quand il étudie Dostoïevski et le parricide, doit avouer à plusieurs reprises le manque d'informations nécessaire pour tirer les conclusions de son analyse. Mais la haine pour le père rendue inacceptable par l'angoisse qui en résulte est bien entendu la base des raisonnements du psychanalyste, suivant l'approche du complexe d'Œdipe. Ces réactions infantiles auraient pu disparaître si la réalité ne leur apportait plus d'aliment, mais Freud remarque que le caractère du père de Fiodor demeure le même et qu'il va même en se dégradant, de sorte que la haine de Dostoïevski pour lui demeure la même. Au moment de choisir ses études universitaires, par exemple, au lieu de la littérature qui le passionne, son père lui impose des études d'ingénieur militaire pour lui garantir un avenir et un métier financièrement plus intéressant que les lettres.  
D'après Ettore Lo Gatto, son enfance fut triste en raison des difficultés économiques de ses parents, mais aussi à cause de son excessive sensibilité innée. Malgré cette pauvreté, Dostoïevski a reçu une excellente éducation et formation,, ce dont il a été reconnaissant à ses parents toute sa vie. 
Dostoïevski lui-même au livre cinquième, Le pour et le contre , au chapitre V, La Révolte fait dire par Ivan Karamazov ces idées qu'il devait sans doute avoir lui-même sur l'affection vis-à-vis des proches :   
« ...je n'ai jamais pu comprendre que l'on puisse aimer ses proches. Ce sont précisément les êtres qui sont le plus près de nous qu'il est, selon moi, le plus difficile d'aimer. On aime seulement à distance... Nous ne pouvons aimer un homme que s'il demeure caché à notre regard. Dès que nous apercevons son visage, l'amour s'évanouit. » .   
En 1831, Mikhaïl Andreïevitch acquiert un petit village du nom de Darovoïe, dans le raïon Kachirski, Gouvernement de Toula, puis, en 1833, le village voisin de Tchermachniou où, en 1839, suivant les documents officiels, il meurt d'une attaque d'apoplexie. Mais selon les souvenirs de sa famille et la tradition orale de son entourage il a été tué par ses serfs. L'exactitude de cette version est discutée dans la littérature scientifique spécialisée. À partir de 1831, la famille prend l'habitude de quitter Moscou l'été, pour s'installer dans la petite propriété. Fiodor Dostoïevski y vient à partir d'avril 1832 à l'âge de onze ans, et y fait connaissance avec la vie des paysans russes. Selon l'écrivain, son enfance fut la plus belle partie de sa vie. Son père lui enseigna le latin en même temps qu'à son frère Mikhaïl, puis cet enseignement à la maison fut poursuivi par des études à l'École de l'ordre de Sainte-Catherine à Moscou et à l'Institut Alexandre à Moscou avec le professeur N. I. Drachoussov,, qui lui enseigna la langue française. Tandis que l'un des fils de ce dernier, Alexandre Drachoussov, enseignait les mathématiques aux deux frères, l'autre, V. N. Drachoussov, leur enseignait la littérature. De 1834 à 1837, Mikhaïl et Fiodor étudient au prestigieux pensionnat moscovite L. I. Tchemak.
Quand la mère de Fiodor Dostoïevski meurt de tuberculose, il n'a que 16 ans. Le père envoie ses deux fils aînés au pensionnat K. F. Kostomarov à Saint-Pétersbourg pour les préparer à entrer à l'Institut supérieur des Ingénieurs militaires. Les deux frères Dostoïevski espéraient pouvoir étudier et pratiquer la littérature, mais le père considérait que cela ne leur permettrait pas de gagner leur vie et fit prévaloir son point de vue pour qu'ils entrent à l'école d'ingénieur qui leur garantissait un meilleur avenir financier. Dans le Journal d'un écrivain, Dostoïevski rappelle comment sur le chemin de Saint-Pétersbourg avec son frère « ils ne rêvaient que de poésie et de poètes ». « J'avais constamment à l'esprit la composition d'un roman sur la vie vénitienne ».
L'étude à l'institut pesait à Fiodor qui ne pensait pas trop à son avenir matériel et financier. Aussi passait-il tous ses loisirs dans l’étude des œuvres d'Homère, de Corneille, Racine, Balzac, Hugo, Goethe, Hoffmann, Schiller, Shakespeare, Lord Byron. Et des auteurs russes : Derjavine, Lermontov, Gogol. Il connaissait par cœur presque tous les vers d'Alexandre Pouchkine. Suivant les souvenirs du géographe Piotr Semionov-Tian-Chanski, Dostoïevski s'instruisait en lisant les écrivains russes de son temps comme Nikolaï Nekrassov, Ivan Panaïev, Dmitri Grigorovitch, Alexeï Plechtcheïev, Nicolas Gogol.

## Mort de Mikhaïl Andreïevitch Dostoïevski
Le frère cadet de Fiodor Dostoïevski, Andreï, décrit comme suit la mort de leur père Mikhaïl Andreïevitch en 1839 : « Sa dépendance à l'alcool semblait augmenter et il était pratiquement toujours dans un état anormal. Le printemps arriva et la promesse d'un temps plus doux… dans le village de Tchermachnia un artel d'hommes (entre 10 et 15) travaille dans les champs en lisière de forêt, loin de la maison. Exaspéré par une fausse manœuvre des paysans, ou peut-être qui lui semblait telle, mon père perd son sang-froid et commence à crier sur les hommes. Un des hommes, plus hardi que les autres, lui répond grossièrement puis se met à crier: « Allez les gars tuons le ! » Et à ce cri tous les hommes se précipitent sur mon père et en un instant il en était fait de lui… » — Extrait des mémoires d'Andreï Dostoïevski (1828-1897), le frère cadet de Fiodor . 
De son grand-père, Lioubov Dostoïevskaïa, la fille de Fiodor Dostoïevski, écrit qu'il buvait beaucoup et était très cruel. Il parlait sévèrement à ses serfs. Plus il buvait, pis c'était. Jusqu'au jour où ses serfs se disent : « tant qu'à faire, tuons le ! ». 
Ces versions familiales sont mises en doute par certains auteurs qui prennent en compte le certificat de décès donnant comme raison du décès de Mikhaïl Andreïevitch Dostoïevski une crise d'apoplexie.

## Référerences
1. 1 2 3  (ru) Mikhaïl Dostoïevski /(en) « Достоевский Михаил Андреевич », Федор Михайлович Достоевский. Антология жизни и творчества (consulté le 18 novembre 2015)
2. ↑  Dominique Arban, Dostoïevski, Seuil, 1995, p. 5
3. ↑  Dominique Arban, Dostoïevski, Paris, Seuil, coll. « écrivain de toujours », 1977, p. 5
4. ↑  Сараскина 2011, Часть 1. Глава 1, p. 26—27.
5. ↑  Якубович et Орнатская 1993, 1821 год. Октября 30.
6. ↑  Freud 1973, p. 7.
7. ↑  Ettore Lo Gatto Histoire de la littérature russe des origines à nos jours, édition Desclée de Brouwer 1965 , p. 400
8. 1 2  Семёнов-Тян-Шанский 1917, p. 194—215.
9. ↑  Dostoïevski, Les Frères Karamazov, édition Mermod, 1946, p. 455
10. ↑  Нечаева 1939, p. 36, 39.
11. ↑  Нечаева 1939, p. 41.
12. ↑  Орнатская et Туниманов 1992.
13. ↑  Якубович et Орнатская 1993, 1832 год. Апреля конец.
14. ↑  Русский биографический словарь /ВТ-РБС|Достоевский, Федор Михайлович|Бороздин, Александр Корнилиевич|Бороздин А. К.
15. ↑  (en) « Драшусов (Сушард) Николай Иванович », Федор Михайлович Достоевский. Антология жизни и творчества (consulté le 28 décembre 2015)
16. ↑  Забродина 2015, p. 10.
17. ↑  Русский биографический словарь РБС
18. ↑  (en) « Чермак Леонтий (Леопольд) Иванович », Федор Михайлович Достоевский. Антология жизни и творчества (consulté le 28 décembre 2015)
19. ↑  Якубович et Орнатская 1993, 1837 год. Февраля 27.
20. ↑  (en) « Костомаров Коронад Филиппович », Федор Михайлович Достоевский. Антология жизни и творчества (consulté le 28 décembre 2015)
21. ↑  Якубович et Орнатская 1993, 1837 год. Мая конец.
22. ↑  Достоевский Ф. М. «Дневник писателя». 1876 год. Январь. Гл. 3. § 1
23. ↑  (en) « Семенов-Тян-Шанский Петр Петрович », Федор Михайлович Достоевский. Антология жизни и творчества (consulté le 13 janvier 2016)
24. ↑   Andreï Mikhaïlovitch Dostoïevski, Mémoires  /http://www.fedordostoevsky.ru/pdf/amd_1930.pdf  (19-01-2017)
25. ↑  Virgil Tanase, Dostoïevski, Paris, Gallimard, coll. « Folio biographies » (no 92), 2012, 425 p. (ISBN 978-2-07-043902-7)

- (ru) Cet article est partiellement ou en totalité issu de l’article de Wikipédia en russe intitulé « Достоевский, Фёдор Михайлович » (voir la liste des auteurs).

- (ru) Cet article est partiellement ou en totalité issu de l’article de Wikipédia en russe intitulé « Достоевские » (voir la liste des auteurs).

## Biographie
- Fiodor Dostoïevski introduction de Sigmund Freud (trad. de l'allemand par Jean-Bertrand Pontalis), Dostoïevski et le parricide par Sigmund Freud, Paris, Gallimard, coll. « Folio » (no 486), 1973, 495 p.
- (ru) Lioudmila Saraskina/Сараскина, Людмила Ивановна, Dostoïevski, Moscou, Молодая гвардия,‎ 2011, 825 p. (ISBN 978-5-235-03458-7, lire en ligne)
- Vera Stepanovna Netchaïeva/Нечаева, Вера Степановна, Dans la famille et la propriété de Dostoïevski/В семье и усадьбе Достоевских, Moscou/ М., Соцэкгиз,‎ 1939, 158 p.
- Piotr Semionov-Tian-Chanski/Семёнов-Тян-Шанский, Пётр Петрович, Mémoires/Мемуары, Пг.,‎ 1917, p. 194—215
- (ru) Сост. Якубович И. Д. et Орнатская Т. И., Летопись жизни и творчества Ф. М. Достоевского : 1821—1881, t. 1, СПб., Академический проект,‎ 1993, 540 p. (ISBN 5-7331-0002-8, OCLC 30450091)
- (ru) Т. И. Орнатская et В. А. Туниманов, « Достоевский Фёдор Михайлович », dans Русские писатели. 1800—1917. Биографический словарь., t. 2, М., Большая российская энциклопедия,‎ 1992, 624 p. (ISBN 5-85270-064-9, lire en ligne), p. 165—177
- (ru) Е. А. Забродина, Москва литературная. 100 адресов, которые необходимо увидеть, М., Зебра-Е,‎ 2015, 334 p. (ISBN 978-5-906339-09-6)